# Proluta cothinalis
Proluta cothinalis är en fjärilsart som beskrevs av Pierre E.L. Viette 1956. Proluta cothinalis ingår i släktet Proluta och familjen nattflyn. Inga underarter finns listade i Catalogue of Life.